# John Forsyth
John Forsyth (Fredericksburg, 22 de octubre de 1780-Washington D. C., 21 de octubre de 1841) fue un político estadounidense. Representó a Georgia tanto en la Cámara de Representantes como en el Senado. También fue el 33.º gobernador de Georgia. Partidario de las políticas de Andrew Jackson, fue nombrado por él como Secretario de Estado en 1834, continuando en el cargo hasta 1841 durante la presidencia de Martin Van Buren.

## Biografía

### Primeros años
Su padre, Robert Forsyth, fue el primer alguacil estadounidense que murió en el cumplimiento de su deber en 1794. Estudió abogacía en el College of New Jersey (actual universidad de Princeton), graduándose en 1799.

### Carrera
Se mudó a Augusta (Georgia), donde ingresó en el colegio de abogados en 1802 y comenzó la práctica legal. Fue elegido fiscal general de Georgia en 1808. Como miembro del Partido Demócrata-Republicano, fue elegido miembro de la Cámara de Representantes, ocupando una banca en los decimotercero, decimocuarto y decimoquinto Congresos de los Estados Unidos, desde el 4 de marzo de 1813 hasta su renuncia, el 23 de noviembre de 1818. En el decimoquinto Congreso fue presidente del comité de gastos en el Departamento de Estado.
Fue elegido para el Senado de los Estados Unidos como republicano demócrata el 7 de noviembre de 1818, para cubrir la vacante causada por la renuncia de George M. Troup, y ocupó una banca desde el 23 de noviembre de 1818 hasta el 17 de febrero de 1819, cuando renunció a aceptar un cargo diplomático; ministro plenipotenciario en España hasta 1823. En el cargo ayudó a asegurar la ratificación del Tratado de Adams-Onís. Volvió a la Cámara de Representantes, ocupando en los decimoctavo, decimonoveno y vigésimo Congresos, desde el 4 de marzo de 1823, hasta su renuncia, el 7 de noviembre de 1827. En los decimoctavo y decimonoveno congresos, fue presidente de la comisión de asuntos exteriores.
Entre 1827 y 1829 fue gobernador del estado de Georgia 1827-1829; nuevamente fue elegido al Senado de los Estados Unidos como jacksoniano para cubrir la vacante causada por la renuncia de John Macpherson Berrien. Se desempeñó desde el 9 de noviembre de 1829 hasta el 27 de junio de 1834, cuando renunció para integrar el gabinete. En el vigésimo segundo Congreso fue presidente de la comisión de comercio, de la comisión de asuntos exteriores y de la comisión de finanzas. Fiel seguidor del presidente Andrew Jackson, fue nombrado por él como Secretario de Estado; siendo mantenido en el cargo por el presidente Martin Van Buren.
Fue uno de los principales defensores de la eliminación de los nativos estadounidenses y del retiro del reconocimiento de los Estados Unidos sobre las soberanías tribales. Dirigió la respuesta pro-retiro a Theodore Frelinghuysen sobre la Ley de Traslado Forzoso de los Indios de 1830.
También coordinó cautelosamente con el presidente Jackson en el reconocimiento de Estados Unidos de la República de Texas en 1837. Bajo la presidencia de Van Buren, Forsyth apoyó la decisión del presidente de no anexar a Texas. En 1839, dirigió la respuesta del gobierno al caso United States v. The Amistad. Ese mismo año, mantuvo una reunión con el ministro plenipotenciario de Argentina en Washington, Carlos María de Alvear, acerca de las islas Malvinas. El gobierno estadounidense se mantenía ajeno a la cuestión de soberanía, limitándose a apoyar la actuación de la Lexington (que en 1832 atacó el establecimiento argentino allí), pero «sin que ello hubiera tenido la menor intención ni el deseo de hacer el más mínimo ultraje al gobierno ni a la Nación Argentina».
Apoyó la esclavitud y fue dueño de esclavos.

### Fallecimiento
Falleció en Washington D. C., y fue sepultado en el cementerio del Congreso de la capital estadounidense.

## Homenajes
En el estado de Georgia, el condado de Forsyth, el pueblo de Forsyth y el parque Forsyth en Savannah, llevan su nombre.

## En la cultura popular
En la película de 1997 de Steven Spielberg, Amistad, el personaje de John Forsyth fue interpretado por el actor David Paymer.